# Селакович, Стефан
Сте́фан Села́кович (швед. Stevan "Stefan" Selaković; род. 9 января 1977, Варберг, Халланд) — бывший шведский футболист, вингер известный по выступлениям за клубы «Хальмстад», «Херенвен», «Гётеборг» и сборную Швеции.

## Клубная карьера
Селакович начал карьеру в клубе «Варберг». В 1993 году он дебютировал за основной состав в пятом дивизионе Швеции. За два сезона игрок забил 21 гол и помог команде подняться до Третьего дивизиона. В 1996 году Селакович перешёл в «Хальмстад». В этом же году он дебютировал в Алсвенскан лиге. В 1997 году игрок помог клубу выиграть чемпионат, а в 2000 году повторил успех. В 2001 году Стефан стал лучшим бомбардиром чемпионата. В том же году Селакович перешёл в нидерландский «Херенвен». 25 января в матче против роттердамской «Спарты» он дебютировал в Эредивизи. 9 февраля в поединке против АЗ Стефан забил свой первый гол за «Херенвен». В 2005 году Селакович вернулся в Швецию, став игроком клуба «Гётеборг», подписав контракт на 3 года. 3 июля в матче Кубка Интертото против венгерского «Ломбарда» он дебютировал за основной состав. В этом же поединке Стефан забил свой первый гол за «Гётеборг». Из-за дела об уклонении от уплаты налогов игрок почти не играл. В 2007 году Стефан был оправдан, а двое сотрудников клуба получили тюремные сроки. В 2007 году Силакович помог команде выиграть чемпионат. В 2013 году Силакович вернулся в «Хальстад», где по окончании сезона принял решение о завершении профессиональной карьеры.

## Международная карьера
10 февраля 2001 года в товарищеском матче против сборной Таиланда Селакович дебютировал за сборную Швеции. В этом же поединке Стефан забил свой первый гол за национальную команду.

### Голы за сборную Швеции
| #  | Дата            | Место                                  | Противник | Результат | Счёт | Соревнование      |
| -- | --------------- | -------------------------------------- | --------- | --------- | ---- | ----------------- |
| 1. | 10 февраля 2001 | Национальный стадион, Бангкок, Таиланд | Таиланд   | 0:1       | 1:4  | 2001 King’s Cup   |
| 2. | 17 февраля 2001 | Национальный стадион, Бангкок, Таиланд | Китай     | 0:3       | 0:3  | 2001 King’s Cup   |
| 3. | 13 февраля 2002 | Клеантис Викелидис, Салоники, Греция   | Греция    | 1:2       | 2:2  | Товарищеский матч |
| 4. | 18 февраля 2004 | Кемаль Стафа, Тирана, Албания          | Албания   | 0:1       | 2:1  | Товарищеский матч |

## Достижения
Клубные
 «Хальмстад»
- Победитель Аллсвенскан лиги (2): 1997, 2000

 «Гётеборг»
- Победитель Аллсвенскан лиги (1): 2007

Индивидуальные
- Лучший бомбардир Аллсвенскан лиги (15 мячей) — 2001